# Marquesado de Cazaza en África
El marquesado de Cazaza en África, originariamente llamado y con frecuencia abreviado como marquesado de Cazaza, es un título nobiliario español creado por los Reyes Católicos en fecha desconocida de 1504 a favor de Juan Alonso Pérez de Guzmán y Mendoza, III duque de Medina Sidonia.

## Denominación
El nombre del marquesado hace referencia a la localidad marroquí de Cazaza (hoy abandonada), conquistada en 1504 por el alcaide de Melilla, Gonzalo Mariño de Ribera, al servicio del citado duque de Medina Sidonia. El 14 de septiembre de 1891 el título fue rehabilitado con la denominación de «marquesado de Cazaza en África» y distribuido por el XVIII duque de Medina Sidonia a su hija Inés Álvarez de Toledo y Caro.
En la década de 1990, cuando Ignacio Ramírez de Haro Pérez de Guzmán distribuyó su título de marqués de Cazaza en África a su hijo Íñigo Ramírez de Haro Valdés, el actual duque de Medina Sidonia, Leoncio Alonso González de Gregorio Álvarez de Toledo se opuso aduciendo que el marquesado de Cazaza en África era un título creado en 1891, distinto del marquesado de Cazaza de 1504. El Consejo de Estado dictaminó finalmente que se trata de un solo título denominado indistintamente marquesado de Cazaza en África o marquesado de Cazaza, que fue concedido por los Reyes Católicos en 1504 al III duque de Medina Sidonia. El dictamen se encuentra en el archivo de Cazaza en África del Ministerio de Justicia en Madrid. 

## Armas
Escudo de los de Guzmán.

## Marqueses de Cazaza y de Cazaza en África
|                                                               | Titular                                               | Periodo                                               |
| Marqueses de Cazaza Creación por Isabel I de Castilla         | Marqueses de Cazaza Creación por Isabel I de Castilla | Marqueses de Cazaza Creación por Isabel I de Castilla |
| ------------------------------------------------------------- | ----------------------------------------------------- | ----------------------------------------------------- |
| I                                                             | Juan Alonso Pérez de Guzmán y Mendoza                 | 1504-1507                                             |
| II                                                            | Enrique Pérez de Guzmán y Fernández de Velasco        | 1507-1513                                             |
| III                                                           | Alonso Pérez de Guzmán y Zúñiga                       | 1513-1518                                             |
| IV                                                            | Juan Alonso Pérez de Guzmán y Zúñiga                  | 1518-1558                                             |
| V                                                             | Alonso Pérez de Guzmán y Sotomayor                    | 1558-1615                                             |
| VI                                                            | Juan Manuel Pérez de Guzmán y Silva                   | 1615-1636                                             |
| VII                                                           | Gaspar Pérez de Guzmán y Sandoval                     | 1636-1664                                             |
| VIII                                                          | Gaspar Pérez de Guzmán y Guzmán                       | 1664-1667                                             |
| IX                                                            | Juan Clarós Pérez de Guzmán y Fernández de Córdoba    | 1667-1713                                             |
| X                                                             | Manuel Alonso Pérez de Guzmán y Pimentel              | 1713-1721                                             |
| XI                                                            | Domingo Pérez de Guzmán y Silva                       | 1721-1739                                             |
| XII                                                           | Pedro de Alcántara Pérez de Guzmán y Pacheco          | 1739-1777                                             |
| XIII                                                          | José Álvarez de Toledo y Gonzaga                      | 1777-1796                                             |
| XIV                                                           | Francisco de Borja Álvarez de Toledo y Gonzaga        | 1796-1821                                             |
| XV                                                            | Pedro de Alcántara Álvarez de Toledo y Palafox        | 1821-1867                                             |
| XVI                                                           | José Joaquín Álvarez de Toledo y Silva                | 1867-1900                                             |
| Marqueses de Cazaza en África Rehabilitación por Alfonso XIII |                                                       |                                                       |
| XVII                                                          | Inés Álvarez de Toledo y Caro                         | 1891-1937                                             |
| XVIII                                                         | Fernando Ramírez de Haro y Álvarez de Toledo          | 1940-1970                                             |
| XIX                                                           | Ignacio Fernando Ramírez de Haro y Pérez de Guzmán    | 1970-1992                                             |
| XX                                                            | Íñigo Ramírez de Haro y Valdés                        | 1992-actual                                           |

## Historia de los marqueses de Cazaza y marqueses de Cazaza en África
- Juan Alonso Pérez de Guzmán (1464-1507), I marqués de Cazaza, VIII señor de Sanlúcar, V conde de Niebla, III duque de Medina Sidonia, II marqués de Gibraltar. Casó en 1488 con Isabel Fernández de Velasco, hija del condestable de Castilla, y en segundas nupcias con Leonor Pérez de Guzmán y Zúñiga (†1515), hija del I conde de Ayamonte. De su primer matrimonio nació, entre otros hijos, Enrique Pérez de Guzmán y Fernández de Velasco, IV duque de Medina Sidonia (que sigue), y Leonor Pérez de Guzmán esposa del IV duque de Braganza. De su segundo enlace nacieron, entre otros, Alonso, V duque de Medina Sidonia (que seguirá), Juan Alonso, VI duque de Medina Sidonia (que seguirá), y Pedro, I conde de Olivares.

- Enrique Pérez de Guzmán y Fernández de Velasco (1494-1513) II marqués de Cazaza,  IX  señor de Sanlúcar, VI conde de Niebla, IV duque de Medina Sidonia. Casó con María Téllez Girón, hija del II conde de Ureña, matrimonio que no tuvo descendencia. A su muerte le sucedió su medio hermano Alonso.

- Alonso Pérez de Guzmán y Zúñiga, III marqués de Cazaza, X señor de Sanlúcar, VII conde de Niebla, V duque de Medina Sidonia. Casó en 1513 por poderes con Ana de Aragón y Gurrea, hija del arzobispo de Zaragoza Alfonso de Aragón, hijo natural de Fernando el Católico y definitivamente en 1515. El matrimonio no tuvo descendencia y el duque fue declarado "mentecato e impotente". Por ello se anuló el enlace y Carlos I de España aceptó en 1518 el traspaso del Marquesado a su hermano Juan Alonso, quien se casó con su cuñada Ana de Aragón y Gurrea.

- Juan Alonso Pérez de Guzmán y Zúñiga, IV marqués de Cazaza, XI señor de Sanlúcar, VIII conde de Niebla, VI duque de Medina Sidonia. Casó con su cuñada Ana de Aragón y Gurrea (hija del arzobispo de Zaragoza Alfonso de Aragón y nieta de Fernando el Católico), tras la anulación del matrimonio con su hermano. El hijo de ambos, Juan Claros, IX conde de Niebla, casó en 1541 con Leonor de Sotomayor y Zúñiga, hija del V conde de Belalcázar y la II marquesa de Ayamonte, matrimonio del que nació Alonso, que sucedió a su abuelo como V marqués de Cazaza, pues su padre murió antes que el IV marqués.

- Alonso Pérez de Guzmán y Sotomayor (1550-1615), V marqués de Cazaza, XII señor de Sanlúcar, X conde de Niebla, VII duque de Medina Sidonia. Poseedor de una de las mayores fortunas de Europa. El quinto marqués fue prometido en 1565 con Ana de Silva y Mendoza, hija de los príncipes de Éboli, que tenía en ese momento 4 años. En 1572, cuando la duquesa tenía algo más de 10 años, el Papa concedió una dispensa para la consumación del matrimonio. El invariable e inmerecido favor mostrado hacia el duque por Felipe II de España ha sido explicado por un interés paternal hacia la duquesa, según el escándalo de la época que acusaba al rey de tener una relación amorosa con la princesa de Éboli. Ana y Alonso fueron padres de Juan Manuel Pérez de Guzmán y Silva.

- Juan Manuel Pérez de Guzmán y Silva (1579-1636), VI marqués de Cazaza, XIII señor de Sanlúcar, XI conde de Niebla, VIII duque de Medina Sidonia, cuya hija Luisa Francisca de Guzmán se casó con el duque de Braganza al que incitó a rebelarse en 1640 contra Felipe IV, llegando él a ser el rey Juan IV de Portugal, y ella reina de Portugal. Manuel Alonso casó en 1598, con Juana Gómez de Sandoval y Rojas y de la Cerda, hija del I duque de Lerma, valido de Felipe III, matrimonio del que nació Gaspar Alonso(1602-1664), VII marqués de Cazaza.

- Gaspar Pérez de Guzmán y Sandoval (1602-1664), VII marqués de Cazaza, XIV señor de Sanlúcar, XIII conde de Niebla, IX duque de Medina Sidonia. Se casó con su tía Ana de Guzmán y Silva, nacida en 1607, el 26 de noviembre de 1622 en Sanlúcar de Barrameda (Cádiz), tenía ella quince años y Gaspar veinte. Tuvo el matrimonio cuatro hijos, y sólo el último, Gaspar Juan, nacido el 21 de febrero de 1630, sobreviviría a su padre, heredando el marquesado.

- Gaspar Pérez de Guzmán y Guzmán (1630-1667), VIII marqués de Cazaza, XV conde de Niebla, X duque de Medina Sidonia. En 1658 se casó con Antonia de Haro y Guzmán, hija de Luis de Haro y Guzmán, VI marqués del Carpio, grande de España, y de Catalina Fernández de Córdoba y Aragón. Luis de Haro había sucedido a su tío el conde duque de Olivares como valido de Felipe IV, de modo que importantes personajes quisieron emparentar con él para aumentar su influencia política, como el duque de Módena, que quiso casar a Antonia con su primogénito Alfonso de Este. Muerto sin descendencia, le sucedió su hermanastro Juan Claros.

- Juan Carlós Pérez de Guzmán y Fernández de Córdoba (1642-1713), IX marqués de Cazaza, I marqués de Valverde, XVI conde de Niebla, XI duque de Medina Sidonia. Casó con Antonia Teresa Pimentel, hija del XI conde y VIII duque de Benavente. Le sucedió su hijo Manuel Alonso. Casó con María Sinforosa Núñez de Guzmán y Vélez de Guevara, IV duquesa de Medina de las Torres, III duquesa de Sanlúcar la Mayor, IV marquesa de Toral. Este matrimonio no tuvo descendientes.

- Manuel Alonso Pérez de Guzmán y Pimentel (1671-1721), X marqués de Cazaza, XVII conde de Niebla, XII duque de Medina Sidonia. Casó con 16 años de edad, en septiembre de 1687 con Luisa de Silva Mendoza y de Haro, (1670-1722), de 17 años, hija de Gregorio María Gómez de Silva y Mendoza, V duque de Pastrana y de María de Haro y Guzmán, hija del VI marqués del Carpio. De este matrimonio nacieron 11 hijos, entre ellos Domingo José Claros Alonso Pérez de Guzmán el Bueno.

- Domingo Pérez de Guzmán y Silva (1691-1739), XI marqués de Cazaza, XX conde de Niebla, XIII duque de Medina Sidonia. Casó con Josefa Pacheco y Moscoso (1703-1763), hija de Mercurio Antonio López Pacheco, IX marqués de Villena y de su segunda esposa Catalina Teresa de Moscoso Osorio y Benavides, hija del VIII conde de Altamira, naciendo en 1724 Pedro de Alcántara (1724-1777), XII marqués de Cazaza.

- Pedro de Alcántara Pérez de Guzmán y Pacheco (1724-1777), XII marqués de Cazaza, XXI conde de Niebla, XIV duque de Medina Sidonia. Por muerte de su prima hermana María Ana López Pacheco, XIV marquesa de Aguilar de Campoo, fue XV marqués de Aguilar de Campoo, XVIII conde de Castañeda, IX marqués de la Eliseda, Canciller mayor y Pregonero mayor de Castilla. Casó en 1743 con Mariana de Silva y Álvarez de Toledo (†1778), hija del IX conde de Galve y de la XI duquesa de Alba de Tormes, con quien no tuvo descendencia, pasando sus títulos y bienes a su sobrino segundo José Álvarez de Toledo y Gonzaga, XI marqués de Villafranca del Bierzo.

- José Álvarez de Toledo y Gonzaga (1756- 1796), XIII marqués de Cazaza, XXII conde de Niebla, XV duque de Medina Sidonia, XI marqués de Villafranca del Bierzo, VIII duque de Fernandina, XII duque de alba de Tormes (consorte) etc. Ostentó 45 títulos nobiliarios, 12 de ellos con grandeza de España. Se casó en 1775 con la marquesa de Coria, María Teresa de Silva Álvarez de Toledo, nieta y heredera de Fernando de Silva y Álvarez de Toledo, duque de Alba de Tormes. Murió repentinamente sin descendencia y por tanto sus títulos y propiedades pasaron a su hermano Francisco de Borja Álvarez de Toledo Osorio.

- Francisco de Borja Álvarez de Toledo Osorio (1763-1821), XIV marqués de Cazaza, XVI duque de Medina Sidonia, XII marqués de Villafranca del Bierzo, XII marqués de los Vélez, XII  duque de Montalto etc. Ostentó 18 títulos nobiliarios, cuatro de ellos con grandeza de España. Casó en Madrid, el 29 de enero de 1798 con María Tomasa de Palafox y Portocarrero, hija de don Felipe de Palafox (hijo del VI marqués de Ariza) y de María Francisca Portocarrero, VI condesa de Montijo. Su hijo mayor Francisco Álvarez de Toledo y Palafox, X duque de Fernandina murió antes que su padre, por lo que sucedió su hermano Pedro de Alcántara Álvarez de Toledo y Palafox como XIV marqués de Cazaza.

- Pedro de Alcántara Álvarez de Toledo y Palafox (1803-18067), XV marqués de Cazaza, XVII duque de Medina Sidonia, XIII marqués de Villafranca del Bierzo, XIII marqués de los Vélez, XII duque de Montalto etc. Ostentó 18 títulos nobiliarios, cuatro de ellos con grandeza de España. El 12 de septiembre de 1822, el marqués se casó en la iglesia de San Martín con Joaquina de Silva y Téllez-Girón, nacida en Madrid el 7 de marzo de 1802 e hija de José de Silva Bazán, X marqués de Santa Cruz, grande de España y mayordomo mayor del rey, y de Joaquina Téllez-Girón, II condesa de Osiló, de los duques de Osuna. Tuvieron 8 hijos entre ellos a José Joaquín Álvarez de Toledo (que sigue).

- José Joaquín Álvarez de Toledo y Silva (1826-1900), XVI marqués de Cazaza, XVIII duque de Medina Sidonia, XIV marqués de Villafranca del Bierzo, XIV marqués de los Vélez etc. Casó en Erpel (Austria), el 26 de septiembre de 1846 con su prima doña Rosalía Caro y Álvarez de Toledo, hija de don Pedro Caro y Salas, IV marqués de la Romana, y de doña María Tomasa Álvarez de Toledo. Tuvieron 6 hijos, entre ellos Inés, a quien su padre le dio el título después de su boda con Fernando Ramírez de Haro y Patiño XIII conde de Villariezo, que sería el XIII Conde de Bornos tras la muerte, sin descendencia, de su prima hermana María Asunción Ramírez de Haro y Crespí de Valldaura.

- Inés Álvarez de Toledo y Caro (1857-1937), XVII  marquesa de Cazaza en África, dama de la Real Maestranza de Valencia. Casó en Madrid el 15 de enero de 1884 con Fernando Ramírez de Haro y Patiño, XIII conde de Villariezo (y posteriormente el XIII conde de Bornos). Tuvieron 4 hijos: Fernando (que sigue), José María, XIV  conde de Villariezo, María Patrocinio y María Anunciada, casada con Jesús de Gorosábel y Mendía.

- Fernando Ramírez de Haro y Álvarez de Toledo (1886-1970.), XVIII marqués de Cazaza en África, XIV  conde de Bornos, XII conde de Murillo, IX marqués de Villanueva de Duero, XI conde de Montenuevo, XIII conde de Peñarrubias, 3 veces grande de España. Casó con María de los Dolores Pérez de Guzmán y Sanjuán, hija de Juan Francisco Pérez de Guzmán y Boza, II duque de T'Serclaes, grande de España y de María de los Dolores Sanjuán y Garvey. Tuvieron 2 hijos: Ignacio (que sigue) y María Dolores, XIV condesa de Peñarrubias, casada con Eduardo Gasset y Díez de Ulzurrun.

- Ignacio Ramírez de Haro y Pérez de Guzmán (1918-2010), XIX marqués de Cazaza en África, XV  conde de Bornos, XIII conde de Murillo, X marqués de Villanueva de Duero, XII conde de Montenuevo, XV conde de Villariezo, 3 veces grande de España. Casó con Beatriz Valdés y Ozores, marquesa de Casa Valdés. Tuvieron 6 hijos:

1. Beatriz Ramírez de Haro y Valdés (1948-), XIV condesa de Murillo. Casó con Javier Urzáiz y Azlor de Aragón, Duque de Luna. Volvió a casar con Álvaro Muro Domínguez.
2. Fernando Ramírez de Haro y Valdés (1949-), XVI conde de Bornos. Casó con Esperanza Aguirre Gil de Biedma
3. Juan Ramírez de Haro y Valdés (1951-2009), XIII conde de Montenuevo. Casó con Adelaida Cortés Rubio.
4. Íñigo Ramírez de Haro y Valdés (1954-), XX marqués de Cazaza en África (que sigue).[1]
5. Javier Ramírez de Haro y Valdés (1955-). Casó con Montserrat Bonada Gomá.
6. Gonzalo Ramírez de Haro y Valdés (1965-). Casó con Elena Silvela Maestre.

- Íñigo Ramírez de Haro y Valdés (1954-), XX marqués de Cazaza en África, Ingeniero Aeronáutico, Diplomático, Filólogo y Dramaturgo. Autor de más de 20 obras de teatro estrenadas por todo el mundo, entre ellas: Hoy no puedo trabajar porque estoy enamorado (2000, Teatro Galileo), Me cago en Dios (2004, Teatro Círculo Bellas Artes), La duquesa al hoyo y la viuda al bollo (2009, Teatro Muñoz Seca), Trágala, Trágala (2015, Teatro Español), etc. Como ensayista: El caso Medina Sidonia (2008, Esfera de los Libros). Casó en 1991 con Dafna Mazin Mor, hija del empresario Max Mazin. Tuvieron 2 hijos:

1. Tristán Ramírez de Haro Mazin (1994-)
2. Olivia Ramírez de Haro Mazin (1997-)